# Dartmouth Point
Der Dartmouth Point ist eine Landspitze an der Nordküste Südgeorgiens. Sie liegt am nördlichen Ende einer Halbinsel, die den Moraine Fjord von der Cumberland East Bay trennt.
Kartiert wurde dieses Kap bei der Schwedischen Antarktisexpedition (1901–1903) unter der Leitung des Polarforschers Otto Nordenskjöld. Benannt ist es nach der Dartmouth, einem Leichten Kreuzer der Royal Navy, der im Ersten Weltkrieg zum Einsatz kam.